# KOGYARU
『KOGYARU』（コギャル）は、エイチジェイが運営する小学生向けファッション雑誌。姉妹誌「Egg」の妹媒体。

## 概要
2023年(令和5年)始動。SNSでのWeb版が中心で、雑誌としての販売もされているが予約制のため、書店やスーパーマーケットといった店舗での販売はされていない。
主に視聴者の年齢層は低く、「小学生ギャル」という今までにないジャンルであるため、髪を染めたりメイクをしたりする小学生ギャルが増えた。

## モデル
- りゅあ
- ゆなち
- のあぴ
- らら
- なぎ
- ちゃんもあ
- りお
- ゆの
- いもぴ
- りいな
- りりぴ
- ちゅけ
- るりぴ

### 読者モデル
- らぶ
- るみな
- かいちゃん
- しほ
- えれな
- ぴなち
- えれさ
- なるん
- この
- そあちゃむ
- あんころ